# ألفونسو الرابع ملك ليون
ألفونسو الرابع (المتوفي عام 933 م) الملقب بالراهب، ملك ليون منذ عام 925 م (أو 926 م) وجليقية منذ عام 929 م، وحتى تنازله عن العرش عام 931 م.
بعد وفاة أردونيو الثاني ملك ليون عام 924 م، خلفه أخاه فرويلا الثاني ملك ليون متجاوزًا أبناء أردونيو، غير أن فرويلا توفي في صيف العام التالي. من غير المعروف الظروف التي تلت وفاة فرويلا، إلا أنه من المؤكد أن ألفونسو بن فرويلا قد حكم جزءًا من المملكة. طالب سانشو وألفونسو وراميرو أبناء أردونيو الثاني بحقهم في العرش، وبدأوا تمردًا ضد سلطة ابن عمهم. وبمساعدة من الملك خيمينو غارسيز، استطاعوا طرد ألفونسو بن فرويلا إلى شرق أستورياس، وتقاسموا المملكة بينهم حيث أصبح ألفونسو ملكًا على ليون، فيما أصبح سانشو ملكًا على جليقية. تنازل ألفونسو عن العرش لأخيه راميرو عام 931 م، وانتقل إلى أحد الأديرة. وبعد عام، قاتل إلى جوار ألفونسو وراميرو ابني عمه فرويلا ضد أخيه راميرو، غير أنهم هُزموا، فسُملت عيني ألفونسو، وسجن حتى وفاته في دير ساهاغون.
تزوج ألفونسو أونيكا سانشيث النافارية ابنة أخي حليفه خيمينو غارسيث سانشو الأول ملك نافارا من زوجته تودا النافارية، التي أنجب منها ولديه أردونيو وفرويلا استقل بجزء من المملكة في عهد راميرو الثالث ملك ليون.